# إركولي الأول ديستي
إركولي الأول ديستي (فيرارا، 26 أكتوبر 1431 - فيرارا ، 15 يونيو 1505) دوق فيرارا من عام 1471 حتى 1505 و أحد أهم رواد الثقافة ورجال عصر النهضة.